# Bleed Like Me
Albums de Garbage
BeautifulGarbage
(2001) Absolute Garbage
(2007)
Bleed Like Me est le quatrième album du groupe de rock alternatif Garbage, sorti le 11 avril 2005.

## Contexte et enregistrement
L'album marque un retour à un son plus brut et rock. Son enregistrement, entre mars 2003 et novembre 2004, a été mouvementé. En effet, des tensions dans le groupe ont conduit à une brève séparation, la chanteuse Shirley Manson a dû se faire retirer un kyste sur les cordes vocales, et le lieu où les trois précédents albums furent enregistrés, les studios Smart à Madison dans le Wisconsin, ont été sérieusement endommagés par un poids-lourd qui a percuté le bâtiment,,.
Les séances d'enregistrement se sont poursuivies dans trois autres studios en Californie. Comme à son habitude, Garbage a produit l'album, à l'exception d'un titre, Bad Boyfriend, coproduit avec John King qui a aussi participé à sa composition. En outre, Dave Grohl joue de la batterie sur cette chanson.            

## Singles
Quatre singles sont extraits de l'album : 
- Why Do You Love Me (sorti en mars 2005)
- Bleed Like Me (sorti en mai 2005 aux États-Unis seulement)
- Sex Is Not the Enemy (sorti en juin 2005 au Royaume-Uni seulement)
- Run Baby Run (sorti en juillet 2005)

## Liste des titres
Tous les titres ont été écrits et composés par Garbage, hormis Bad Boyfriend composé par John King et Garbage.
| No  | Titre                        | Durée |
| --- | ---------------------------- | ----- |
| 1.  | Bad Boyfriend                | 3:46  |
| 2.  | Run Baby Run                 | 3:58  |
| 3.  | Right Between the Eyes       | 3:55  |
| 4.  | Why Do You Love Me           | 3:54  |
| 5.  | Bleed Like Me                | 4:01  |
| 6.  | Metal Heart                  | 3:59  |
| 7.  | Sex Is Not the Enemy         | 3:06  |
| 8.  | It's All Over But the Crying | 4:39  |
| 9.  | Boys Wanna Fight             | 4:16  |
| 10. | Why Don't You Come Over      | 3:25  |
| 11. | Happy Home                   | 6:00  |

| 12. | Why Do You Love Me (clip vidéo) | 3:52 |

| 12. | I Just Wanna Have Something to Do (Reprise des Ramones) | - Dee Dee Ramone - Johnny Ramone - Joey Ramone | 2:26 |

| 1. | Sex Is Not the Enemy (clip vidéo)      | 3:52  |
| 2. | Making of Sex Is Not the Enemy (vidéo) | 5:05  |
| 3. | Bleed Like Me interview (vidéo)        | 30:01 |
| 4. | Cherry Lips (Live in Mexico) (audio)   | 3:20  |
| 5. | galerie d'images                       |       |

## Musiciens
D'après le livret du CD :
Garbage
- Shirley Manson : chant, guitare électrique
- Steve Marker : guitare électrique, guitare acoustique, synthétiseurs, programmation, bruits, overdubs basse (titres 1 et 6)
- Duke Erikson : guitare électrique et acoustique, synthétiseurs, programmation, mellotron, piano (titres 8 et 11)
- Butch Vig : guitare électrique, batterie, effets sonores, programmation, basse (titre 5)

musiciens additionnels
- Justin Meldal-Johnsen : basse
- Matt Walker : batterie (titres 2 à 4, 6, 9 à 11)
- Dave Grohl : batterie (titre 1)

## Classements hebdomadaires
| Classement (2005)                  | Meilleure place |
| ---------------------------------- | --------------- |
| Allemagne (Media Control AG)       | 12              |
| Australie (ARIA)                   | 4               |
| Autriche (Ö3 Austria Top 40)       | 17              |
| Belgique (Flandre Ultratop)        | 12              |
| Belgique (Wallonie Ultratop)       | 5               |
| Canada (Canadian Albums Chart)     | 9               |
| Danemark (Tracklisten)             | 26              |
| Écosse (OCC)                       | 2               |
| Espagne (Promusicae)               | 27              |
| États-Unis (Billboard 200)         | 4               |
| Finlande (Suomen virallinen lista) | 18              |
| France (SNEP)                      | 6               |
| Irlande (IRMA)                     | 18              |
| Italie (FIMI)                      | 14              |
| Norvège (VG-lista)                 | 26              |
| Nouvelle-Zélande (RIANZ)           | 25              |
| Pays-Bas (Mega Album Top 100)      | 28              |
| Royaume-Uni (UK Albums Chart)      | 4               |
| Suède (Sverigetopplistan)          | 7               |
| Suisse (Schweizer Hitparade)       | 15              |

## Certifications
| Pays              | Certification | Unités certifiées |
| ----------------- | ------------- | ----------------- |
| Australie (ARIA)  | Or            | 35 000            |
| Royaume-Uni (BPI) | Argent        | 60 000            |